# L-Kan
L-Kan (también LKan o L Kan) es un grupo musical indie español.

## Historia
El grupo nace en 1999 cuando a partir de una formación teatral saltan a las radios nacionales como Radio 3 y «Viaje a los sueños polares», de Los 40 Principales, lo cual los lleva a realizar maquetas y a comenzar giras por toda España. En noviembre de 2000 el grupo graba su primer CD, Cosas que miden poco, bajo el sello FUP (Federación de Universos Pop) que después reeditaría su actual discográfica Subterfuge en 2004, con este sello grabarían el resto de sus discos. En 2001 el grupo se consolidaría actuando en varios festivales nacionales como el Festival Contempopránea y grabando varias actuaciones para televisión.
En 2002, en colaboración con Aviador Dro y La monja enana, lanzan un álbum llamado Que mutada y en 2003 sacan a la venta su segundo trabajo Superenserio, cuyo primer sencillo fue el tema Modern Talking, y una reedición de su primer CD.
En 2004 sacan el tercer álbum, de nombre Discazo, del cual graban dos videoclips; «Todo por placer» (grabado en plano secuencia en la Gran Vía de Madrid) y «Aburrida de estar salida», tema que también apareció remezclado en el álbum recopilatorio Electrospain. La crítica definió el estilo del grupo como «tontipop» combinado con música electrónica, inspirado en el grupo Meteosat. Durante esos años el grupo continuó actuando en giras y festivales, y como teloneros en Madrid durante la gira de Fangoria. El grupo llegó a actuar en el programa del corazón Tómbola.
En octubre de 2007, L-Kan sacó su álbum, de nombre Somos otra cosa, con un sencillo de lanzamiento llamado Todo lo que no. El grupo se ha presentado a la preselección española para el Festival de Eurovisión con la canción «Bailan», extraída del mismo álbum. Sin embargo, el grupo acabó en duodécima posición y no se clasificó a la final.
Después de publicar diversas canciones en diferentes plataformas digitales, en 2020 publicaron su último álbum en formato vinilo ¡Viva la Farsa!

## Componentes
- B Kan (Belén) — vocalista
- O Kan (Olav) — vocalista
- M Kan (Maru) — bajo, sintetizador
- L Kan (Luís) — guitarra.

## Discografía
- Cosas que miden poco (2000)
- Superenserio (2003)
- Discazo (2004)
- Somos otra cosa (2007).
- ¡Viva la farsa! (2020).

Todos los discos han sido editados por el sello Subterfuge.